# バーゲンセール
バーゲンセール（Bargain sale、単にバーゲンまたはセールとも）は、小売店が商品を定価より価格を下げて大規模に売り出す催しのこと。

## 概要
バーゲンセールを催すのは単価の高い商品を扱う百貨店、衣料品店、家電量販店、家具店などが多い。これらの店は、季節の変化や新モデルの投入により発生する不良在庫を消化するために、バーゲンセールを行う。反面、スーパーマーケット、ドラッグストア、食料品店など、単価の安い商品や同じ商品を大量に扱う店が行う安売りは、特売または単にセールと呼ばれ、バーゲンと呼ばれることは少ない。バーゲン（bargain）は本来「掘り出し物」の意味であり、英語では単体で催し物を意味することは少ない。

## 種類

### クリアランスセール
日本語で在庫一掃セールとも言い、商品の入れ替わり時期に開催。衣料品では1月と7月によく行われる。また、この時期は企業や官公庁の賞与または期末勤勉手当の支給直後にあたり、消費意欲の活性化による売り上げの向上も期待される。特に1月は、単価が高い冬物衣料が安売りされることやお年玉により中高生の消費も刺激されることにより、7月より大規模なバーゲンが多く、福袋の販売を含めて、初売りと称する。紳士服店ではクリアランスセールの事を「閉店セール」と称している。
英語のクリアランス（clearance）には「一掃する」という意味の他にこれ単独で「在庫一掃販売」という意味がある。また、カタカナ語として「クリアランス」単体で同じ意味を持つ場合もある。

### 閉店・改装セール
店舗の閉店や改装に伴う在庫整理のセール。余剰商品は産業廃棄物となり処理コストが高いため、価格を限界まで下げることが多い。しかし、チェーン店では余剰商品は他店舗に回せるため、必ずしもすべて売る必要はない。紳士服店では、この意味を示す用語として「完全閉店セール」を使っており、単に「閉店セール」という場合は前述の「クリアランスセール」を示す。

### 開店セール
新規店舗が出店時に顧客の獲得のために開催。商戦の激しい地区の家電量販店のものが多く取り上げられ、限定商品には開店前に行列ができることが常である。

### 記念セール
会社の創立記念日やその他の祝賀行事にともなって開催。関係会社や親会社の所有するプロ野球球団の優勝記念セールなどが有名である。また、スポーツ行事の記念セールのように企画時に勝敗が未定の場合は、もし優勝でなかった場合でも「応援ありがとうセール」などとすることが多い。

## 各国のバーゲンセール

### 日本
日本のバーゲンは東京の銀座にある伊勢與（現：ギンザのサヱグサ）が1914年に用いたものが最初とされる。
百貨店やファッションビルではそれぞれのバーゲンセールに固有の名称をつけることが多い。以下に列挙する。
- 冬市／夏市（西武百貨店・そごう）
- グランバザール（パルコ）
- レッドバザール（阪急百貨店）
- スパークリングセール（丸井）
- イエローバザール（LOFT）
- レッドタグバザール（Wing高輪、上大岡、久里浜）

### 欧米
フランスではバーゲンにあたるソルドゥ（仏: Soldes）を実施できる期間が法律で定められており、6〜7月と1〜2月の約5週間である。

### ブラックフライデー
アメリカ合衆国の小売店では、感謝祭があけた11月第4金曜日から週末にかけて、クリスマスに向けた大規模なセールが行われる。これをブラックセールと呼ぶ。ブラックの語源は、小売店が大幅な黒字を出す（見込む）ことなど諸説。この呼称はイギリスにも及んだほか、2016年からは日本でも意識的に取り上げられるようになった。